# جبل الطير (جزيرة)

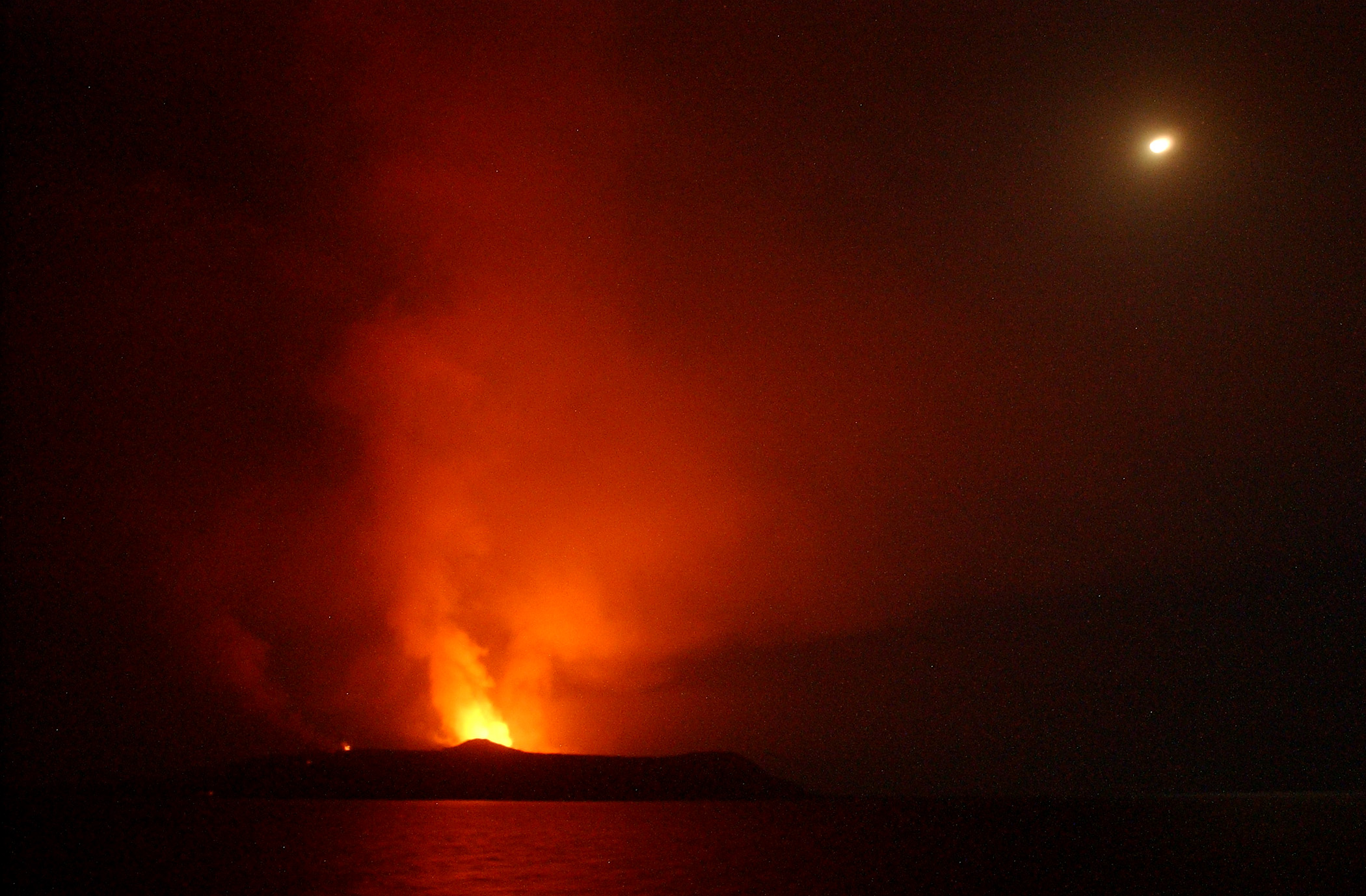
انفجار بركان جبل الطير حسب ما شوهد من المدمرة الأمريكية يو أس أس بينبريدج

جبل الطير، هي جزيرة يمنية ذات شكل شبه بيضوي تقع في البحر الأحمر بين اليمن وإريتريا قرب مضيق باب المندب، تبعد الجزيرة حوالي 80 كم عن السواحل اليمنية ويبلغ طول الجزيرة حوالي 3 كيلومترات، الجزيرة غير مأهولة بالسكان لكنها تضم نقطة مراقبة للجيش اليمني منذ عام 1996 م. تضم الجزيرة بركاناً ثار أخر مرة عام 1883م 

## بركان جبل الطير
ثار بركان جزيرة باب الطير يوم 30 أيلول/ سبتمبر 2007 أي بعد مرور 124 عاماً على آخر ثورة له. مما أدى لفقدان عدد من الجنود في الثكنة العسكرية اليمنية كما انهار قسم من الجزيرة كنتيجة للانفجار .